# Зрада (фільм, 1933)
«Зрада», інша назва — «Буржуазний агітпроп» (рос. «Измена», інша назва рос. «Буржуазный агитпроп») — російська радянська німа чорно-біла психологічна драма, знята режисером Юрієм Винокуровим на кіностудії «Союзфільм» в 1933 році.
Фільм був заборонений, як «пацифістський, деморалізуючий глядача».

## Сюжет
Дія фільму відбувається під час передбачуваної війни СРСР з імперіалістичним ворогом. У центрі сюжету — боротьба між любов'ю і боргом перед Батьківщиною. Герой фільму, скориставшись помилкою медиків, не йде на фронт, а залишається в тилу зі своєю коханою молодою дружиною.
Однак дружина-патріотка, засуджує чоловіка-дезертира і йде від нього. Після душевних мук і докорів сумління герой фільму відправляється на фронт, щоб спокутувати свою вину кров'ю.

## У ролях
- Евлалія Ольгина — Ольга
- Юрій Лаптєв — Сергій, її чоловік
- Петро Савін — Петька
- С. Шабанов — Льовка
- Е. Ростопчина — дружина Петьки